# Zale ruperti
Zale ruperti är en fjärilsart som beskrevs av Mcdunnough 1943. Zale ruperti ingår i släktet Zale och familjen nattflyn. Inga underarter finns listade i Catalogue of Life.